# 翘鳞肉齿菌
翘鳞肉齿菌（学名：Sarcodon imbricatus），又名鳞形肉齿菌或 虎掌菌，是一种革菌目下的可食用齿菌。许多报道称其味苦，但另有报道称其味道鲜美，并怀疑苦味标本可能是相似种。翘鳞肉齿菌 于秋天在云杉下发生。菌盖大，呈褐色，带有棕色大块鳞片，直径可达30厘米。菌盖下生灰色脆菌齿而非菌褶，菌肉白色，孢子印棕色。

## 分类
1732年，瑞典植物学家Olof Celsius报道该物种发生在乌普萨拉附近。卡尔•林奈将之写入1737年的作品“Flora lapponica”中。  其为林奈最初在1753年发表的《植物种志》第二卷中描述为Hydnum inbricatum的物种之一。  种小名imbricatus意为“平铺”或“重叠的瓷砖”。  1881年芬兰真菌学家Petter Adolf Karsten将其归入Sarcodon属。 
多年来，人们认为翘鳞肉齿菌与云杉和松树形成菌根，尽管后一种形式较为少见，并且更受挪威采菇者们欢迎。 此外，该菌被用作染料来源；人们发现，松树下收集的新鲜标本可以产生染料 ，但云杉下收集的标本只有老熟的能产生。 对DNA的分子系统发生分析显示，两种标本在遗传上是截然不同的。如今，许多原本被描述为该种的真菌被分至Sarcodon squamosus，包括在不列颠群岛与荷兰收集的标本。

## 描述
子实体的大小可能很大，菌盖漏斗形，棕色或灰色，直径可达30厘米，覆有深棕色粗鳞片。 菌盖下有柔软易碎的浅灰色菌齿，长0.5~1厘米。 菌柄浅灰色或棕色，高可达8厘米，直径可达3厘米下部可能变窄，有时偏离菌盖中心。   
从上方看，它可能与松塔牛肝菌(Strobilomyces strobilaceus)混淆，因为两者都有相似的带鳞菌盖。  味苦而不可食的Sarcodon amarascens的特征是其蓝黑色菌柄。 

## 生长分布
翘鳞肉齿菌与冷杉（Abies ）形成菌根，特别是在丘陵或山区，且能以仙环的形式发生于沙土或白垩土上。  通常其生长季节是八月至十月。  其分布范围遍及北美和欧洲，  而不列颠群岛收集的标本现在被分为相似种Sarcodon squamosus 。

## 用途
本种和相关种的老熟子实体含有蓝绿色染料，在挪威用于染羊毛。 

### 可食性
该菌可能味苦，尽管幼小子实体苦味较轻。 将其以沸水焯过可除去苦味。  腌制或干燥后可用作调味料。  在保加利亚，人们将其收集，干燥并磨碎以制作芳香的蘑菇粉 。  据报道，在美国，某些来源的真菌可食用，但质量较差；但其它来源的则味美。 
 

在韩国 ， 人们用它制作蘑菇茶。 

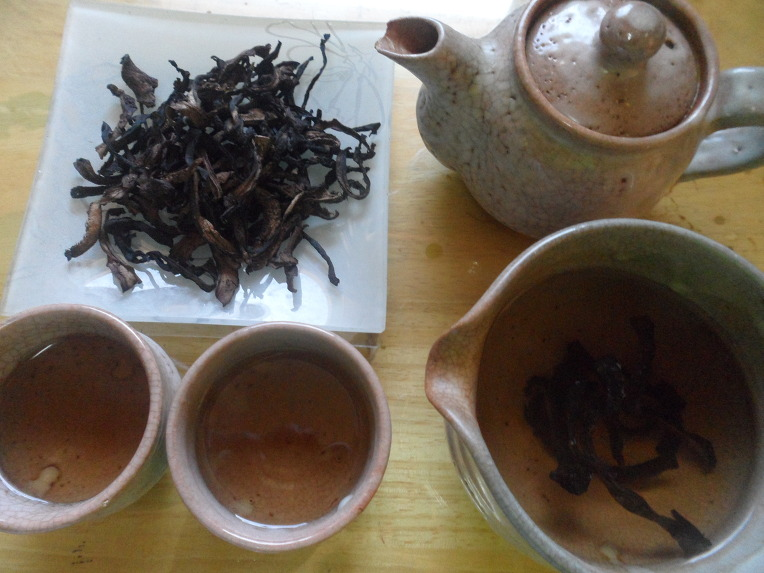
翘鳞肉齿菌茶。